# Der Renner
Der Renner ist das einzige erhaltene deutschsprachige Werk Hugos von Trimberg. Das didaktische Werk setzt bei den Todsünden an, die durch Exempel, Erzählungen, Allegorien und Fabeln illustriert werden. Zitate und Berufungen auf Autoritäten dienen der Absicherung und Glaubwürdigkeit seiner Aussagen. Die „Birnbaumallegorie“ des Prologs strukturiert das Werk. Der „Renner“ umfasst 26.611 Verse. Hugo vollendete den „Renner“ 1300, bearbeitete ihn aber bis zum Jahre 1313. Die zahlreichen Handschriften, die aus dem späten Mittelalter erhalten sind, deuten darauf hin, dass Hugos Alterswerk im 14. und 15. Jahrhundert sehr populär war.

## Aufbau des Werkes

### Reimschema
Der „Renner“ umfasst 26.611 Verse und ist bis auf den Schweifreim-Prolog in vierhebigen Reimpaarversen verfasst, z. B.:
In Swâben, in Düringen, in Beiern, in Franken/ In Schwaben, in Thüringen, in Bayern, in Franken/
```
Dâ süln tiutsche liute danken /                                 Dort sollen deutsche Leute danken/
Mîner sêle mit irm gebete, /                                    Meiner Seele mit ihrem Gebet/
Mit almuosen, mit andere guotête, /                             Mit Almosen, mit anderem guten Werk/
Daz ich vil fremder lêre in hân/                                Dass ich ihnen viele unbekannte Lehre/
In tiutscher zungen kunt getân […]                              In deutscher Sprache dargelegt habe […]
```

Es kommt jedoch vor, dass die Statik der Paarreime durch die Verwendung von Vielreimen gelockert wird. Dies ist beispielsweise in den Anapherreihen der Fall, die in regelmäßigen Abständen immer wieder im Text des „Renner“ auftauchen.

### Gliederung
Der „Renner“ beginnt mit einem zweiteiligen Prolog. In seinem Zentrum steht die so genannte Birnbaumallegorie. Die Struktur ihres Inhaltes entspricht dem Aufbau sowie der thematischen Gewichtung des gesamten Textes.
Er besteht aus zwei Hauptteilen: aus einer Morallehre (V. 269 – 18000), in der die sieben Todsünden hôchfart, gîtikeit, frâz, unkiusche, nît, zôrn und lâzheit sowie die Personengruppen, die ihnen verfallen, in sechs so genannten Distinktionen abgehandelt werden und aus einer Heilslehre (V. 18001 – 24483), die das Thema Reue behandelt.
Ein Epilog, der sich wie der Prolog aus zwei Teilen zusammensetzt, beschließt den „Renner“.
Neben der Gliederung der sieben Hauptsünden in Distinktionen hat Hugo sich innerhalb dieser auch einer Ordnung in Kapitel bzw. Themenabschnitte bedient, in deren Mittelpunkt z. B. Personengruppen stehen, die für die jeweilige Sünde besonders anfällig sind, oder Verhaltensweisen, die für das Laster typisch sind. Diese beiden Gliederungsprinzipien sind einander nebengeordnet und überschneiden sich. Hinzu kommen drei größere Exkurse, die sich der zweiten, vierten und fünften Distinktion anschließen.

### Erzähler
Hugo bleibt als Autor während des ganzen Werkes präsent. Da es sich beim „Renner“ nicht um ein episches, sondern didaktisch und theologisch geprägtes Werk handelt, fungiert Hugo selbst als Erzähler seines Stoffes. Er teilt dem Publikum seine eigenen Ansichten mit, statt eine Erzählerstimme für sich zu vereinnahmen. Wichtige Passagen, wie z. B.: die Eingänge der Distinktionen, sind durch so genannten „Ich“- Aussagen gekennzeichnet. Die Forschung sieht in dieser empathischen Haltung „ein Charakteristikum der didaktischen Literatur in der Volkssprache“, da durch diese die dichterischen und moralischen Ansprüche des Autors auf eindringliche Weise vermittelt werden. Lediglich in den Fabeln und Erzählungen, die Hugo in den „Renner“ eingearbeitet hat, treten epische Erzähler in Erscheinung. Auch im Prolog hat er sich offenbar einer Erzählerstimme bedient, da anzunehmen ist, dass sein Inhalt auf Fiktion und nicht auf Hugos eigenen Erlebnissen beruht. Aufgrund der belehrenden Absicht, die Hugo mit seinem Werk verfolgt, wendet er sich häufig direkt an den Leser, um sich seine Aufmerksamkeit zu sichern.

## Inhalt
Im Folgenden werden die Inhalte sowie formalen Gestaltungen der einzelnen Abschnitte des „Renner“ erläutert.

### Prolog (V. 1 – 268)
Die Literaturforschung bezeichnet den Teil des „Renner“ als Prolog, der vor der Abhandlung über die erste Hauptsünde, der hôchfart, steht. Er setzt sich aus einem so genannten Prologus praeter rem und einem Prologus ante rem zusammen. Nach Erkenntnissen der Forschung präsentiert ein Dichter im Prologus praeter rem die Intention seines Werkes, während er im Prologus ante rem den Leser in die Werkthematik einführt. Dies ist auch im „Renner“ Hugo von Trimbergs der Fall.

#### Der Prologus praeter rem(V. 1 – 36)

##### Aufbau
Der Prologus praeter rem besteht aus drei Strophen zu je zwölf Zeilen. Jede Strophe hat ein eigenes Reimschema. Die Reimschemata verleihen jeder Strophe ihren individuellen Charakter, durch Wiederaufnahmen und Abwandlungen der Reime bzw. Reimfolgen werden sie jedoch auch miteinander verknüpft und so als zusammengehörig gekennzeichnet.

##### Inhalt
Auch thematisch heben sich die drei Strophen des Prologus praeter rem voneinander ab:
In der ersten Strophe (V. 1-12) stellt Hugo sich als Dichter des Werkes vor und beschreibt sich als alten Mann, der schon länger unter Beschwerden wie Kopfbrummen und Ohrensausen leidet, wegen der er schon erwogen hat, das Dichten aufzugeben.
In der zweiten Strophe (V. 13- 24) teilt er den Lesern die Intention mit, die er mit dem Verfassen des „Renner“ verfolgt: Hugo möchte seinen „guoten friunden [ein büechelin] tihten“ – „guten Freunden [ein Büchlein] dichten“ (V. 16), damit sie ihm beim Lesen seines Werkes „gedenken“. Hiermit leistet er eine Fürbitte für sein Seelenheil. Weiterhin soll der „Renner“ ihm und anderen Menschen als Bußleistung dienen.
In der dritten Strophe (V. 25- 36) gibt Hugo an, er habe „siben büechelin/ In tiutsch […], und in lâtin fünftehalbes“ – „sieben Büchlein/ Auf Deutsch […], und auf Latein fünf halbe“ (26 f.) geschrieben: Der „Renner“ ist das einzige der fünf deutschsprachigen Werke Hugo von Trimbergs, das erhalten geblieben ist. Er ist weiterhin die einzige Arbeit, die Hugo „bewusst als rein deutsches Werk“ konzipiert hat, um seine Inhalte dem deutschsprachigen Publikum zugänglich zu machen. Mit dem halben „büchelin“ meint Hugo den „Samener“, den er nicht vollenden konnte, da er Bögen des Werkes verlor. Seinen Inhalt hat er jedoch im „Renner“ in den Versen 24588 – 24605 integriert. Weiterhin erbittet Hugo in der dritten Strophe den Beistand Gottes, damit sein Werk gelingen kann. Dies ist für geistliche Werke des Mittelalters typisch. Hugo erhofft sich jedoch nicht nur, dass Gott ihm den „rechten“ Weg für seine Dichtung aufzeigt, sondern vor allem, dass dieser ihm die Kraft gibt, sein Werk vor seinem Tode zu vollenden. Der Prologus prater rem endet mit einem Aufruf zum Gebet (Vgl. V. 33- 36). Dies verweist noch einmal darauf, dass Hugo den „Renner“ als ein vorwiegend geistliches Lehrwerk betrachtet.

#### Der Prologus ante rem(V. 37 – 268)

##### Aufbau
Schon in formaler Hinsicht lässt sich der Prologus ante rem von dem ihm vorhergegangenen Prologus praeter rem unterscheiden: Er ist anders als sein Vorgänger nicht in Strophen aufgebaut, sondern durch die für den „Renner“ typischen „fortlaufende Reimpaarverse“ gekennzeichnet. Größtenteils tauchen diese in Form des Paarreimes auf, z. B. V. 49 ff.:
```
„Ûf einem grüenen reine, /                                 „Auf einem grünen Wiesenrain, /
Gesundert alterseine, /                                    ganz allein, /
Der was gezierte harte wol, /                              der sehr geschmückt war, /
Wenne er stuont liehter blüete vol […]“                    denn er stand in voller Blüte“ […]
```

Nur in den Versen 80 – 83, 151 – 154, 175 – 178 und 195 – 198 kommen auch Vierfachreime vor, die die Ordnung der Paarreimketten durchbrechen, z. B. V. 151 ff.:
```
„Dô Adâm und Êvâ beide /                                   „Als Adam wie Eva/
Von der wunneclichen heide /                               von der herrlichen Heide/
Des paradîses muosten scheide, /                           Des Paradieses scheiden mussten, /
Dô lebten sie mit leide.“                                  lebten sie mit Leid.“
```

Die Thematik des „Renner“ wird in der so genannten Birnbaumallegorie präsentiert. Das Geschehen wird von einem homodiegetischen Erzähler präsentiert, der nicht mit Hugo von Trimberg gleichzusetzen ist. 

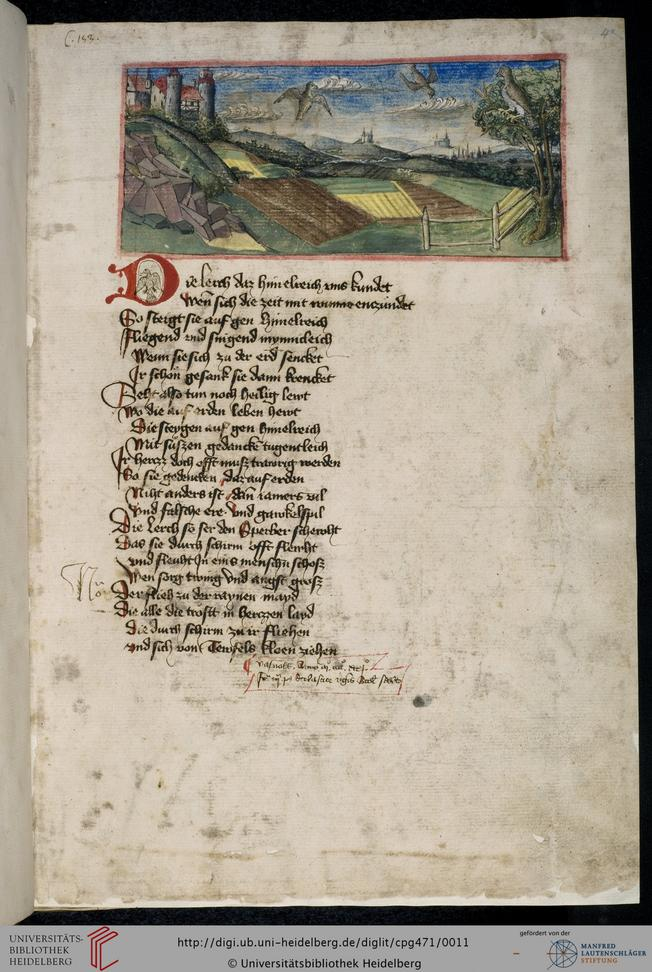
Erste Seite aus der „Renner“ Handschrift des Johannes Voster

Der Erzähler der Allegorie ist nicht nur homodiegetisch, sondern auch autodiegetisch, da er die Hauptfigur der Geschichte ist und als Ich-Erzähler auftritt. Hugo bedient sich in der Birnbaumallegorie folglich einer internen Fokalisierung. Der Inhalt gliedert sich in die Birnbaumallegorie und ihre Allegorese.

##### Inhalt: Die Birnbaumallegorie und Allegorese
Der Ich-Erzähler beschreibt, wie er an eine Heide kommt, die in einem Tal liegt, das von hohen Bergen umgeben ist: „Diu heide lac in einem tal, / Glîche gemezzen und niht ze breit, / Mit hôhen bergen ümmeleit“ (V. 44 – 46) – „Die Heide lag in einem Tal, gleich groß und nicht zu breit, mit hohen Bergen umgeben“. Ein schmaler, grasiger Pfad führt den Erzähler zu der Heide, auf der zahlreiche Blumen wachsen (Vgl. V. 40 – 43). Der Erzähler beginnt die Gegend näher zu erkunden. Auf seinem Weg entdeckt er einen Baum, den er ausführlich beschreibt: Der Baum steht allein auf einem Stück Wiese und trägt Blüten. Aus diesen entwickeln sich Birnen, die vom Wind „Virwiz“ vom Baum geschüttelt werden, wenn sie reif sind (Vgl. V. 65- 75).
Einige Birnen fallen in einen Brunnen, der unter dem Birnbaum steht, andere in die Pfütze, die von dem Wasser des Brunnens gespeist wird. Ein anderer Teil der Birnen fällt in einen Dornenstrauch, der neben einem unberührten Stück grünen Grases wächst, auf das ebenfalls einige Birnen fallen. Die Birnen, die in Brunnen, Pfütze und Dorn fallen, müssen verderben. Die Birnen, die auf das Gras fallen, sind den Witterungen ausgesetzt und leiden etwas darunter, bleiben aber größtenteils unversehrt (V. 87 – 100):
```
„Ein teil ir in die lachen kam:                       „Ein Teil von ihnen fiel in die Pfütze:
Nieman die her ûz nam; /                              Niemand nahm sie dort heraus; /
Ein teil viel in den brunnen: /                       Ein Teil fiel in den Brunnen: /
Die beliben ungewunnen; /                             Die blieben unerobert; /
Ir viel ein teil in den dorn: /                       Ein Teil fiel in den Dornenbusch: /
Mich dunket die sîn ouch verlon,                      Ich denke, die sind auch verloren,
Wenn si müezen fûlen dâr an/                          Weil sie dort faulen müssen/
Niht wol man daz erwenden kann.                       Das kann man nicht verhindern.
Ir viel ein teil ouch ûf daz gras: /                  Ein Teil von ihnen fiel auch auf das Gras: /
Die lâgen wol, swie vil der was: /                    Die lagen gut, obwohl viele dort waren: /
Aleine daz weter in têt wê, /                         Obwohl das Wetter ihnen zusetzte, /
Doch verdurben jene anderen ê/                        Verdarben jene anderen eher/
Die dâ lâgen an boeser stat, /                        Die an schlechter Stelle lagen, /
Als man iuch vor bescheiden hât.“                     Wie man euch zuvor berichtet hat.“
```

Mit diesem Abschnitt endet die Beschreibung des Birnbaums und somit auch die Allegorie. Im Folgenden leitet Hugo die Allegorese, die Deutung des zuvor kreierten Bildes, ein: „Nu merket, junge liute, / Was der boum bediute, / Der dorn und ouch das grüene gras/ Und swaz mêr ûf der heide was!“ – „Nun merkt euch, junge Leute, / Was der Baum bedeutet, / Der Dornbusch und auch das grüne Gras/ Und was mehr auf der Heide war!“ (V. 101 – 104).
Hugo geht mit seiner Deutung subtil vor: Zunächst erzählt er von der Schöpfung des Menschen und Adams und Evas friedlichem Leben im Garten Eden (Vgl. V. 105 – 122). Im Folgenden widmet er sich der Beschreibung des Sündenfalls, der seiner Meinung nach die Ursache für die Entstehung der Sünden ist. An dieser Stelle entschlüsselt Hugo auch die Bedeutung der Symbole aus der „Birnbaumallegorie“: Hiernach steht der Brunnen für die Habgier (gîtikeit), der Dornenbusch für den Hochmut (hôchfart) und die Pfütze für die Sünden Gefräßigkeit (frâz), Unzucht (unkiusche), Zorn (zôrn), Neid (nît) und Trägheit (lâzheit). Brunnen und Dornenbusch entstanden, weil Adam und Eva gierig und hochmütig waren, als sie gegen Gottes Verbot verstießen. Die Pfütze bzw. Lache der anderen Sünden ist eine Folge des Brunnens der Habgier. Das Stück grünen Grases, auf welches die Birnen fallen, die fast gänzlich unverdorben bleiben, steht hingegen für die Reue, die Adam und Eva nach dem Essen der verbotenen Frucht verspürt haben (Vgl. V. 124 – 132).
Hugo beschreibt den weiteren Verlauf des Sündenfalls, indem er die Verbannung Adams und Evas aus dem Paradies und ihr Leben auf der Erde schildert. Kurz bezieht er sich auf Kains Brudermord und erwähnt, dass es zahlreiche Nachkommen Adams und Evas gibt. Er möchte aber nicht weiter auf sie eingehen und verweist die Leser an dieser Stelle auf das Buch Genesis, in dem der Anfang der Welt nachzulesen sei, und auf die Pfaffen und Klosterleute, denen Gott die Aufgabe gegeben habe, die Bibel zu deuten. Hugo sieht sich dazu als einfacher Laie nicht befugt bzw. befähigt (Vgl. V. 151–184).
Hugo bemüht sich lediglich um die moralische Deutung seiner Allegorie und fährt mit der Entschlüsselung der Symbole fort: So steht Eva für den Birnbaum: „Ein rippe got ûz im [Adâm] dô nam, / Vonder unser muoter Êvâ kam: / Si bediutet den boum aleine, / Der dâ wuohs ûf dem reine“ – „Dann nahm Gott eine Rippe von ihm, / die kam von unser Mutter Eva: / sie steht für den Baum, / der allein dort auf der Wiese wuchs“ (V. 111–113). Die Birnen, die an dem Baum wachsen symbolisieren hingegen die Nachkommen Adams und Evas und zwar die jungen, heranwachsenden Menschen (Vgl. V. 201–203). Die Heide versinnbildlicht die von Gott geschaffene Welt, deren Vorzüge Hugo auflistet, um am Ende dieser Schilderung zu dem Schluss zu kommen, dass die Erde im Vergleich zum Paradies immer noch ein Jammertal ist (Vgl. V. 207–234). Die Berge, die das Tal, in dem die Heide mit dem Birnbaum liegt, umgeben, stehen für die Sorgen und die Mühsal des Lebens (Vgl. V. 237–239).
Hugo weist im Folgenden darauf hin, dass er in seiner Dichtung nur die Christen, nicht aber die Juden, Ketzer und Heiden, berücksichtigen wird, die wie die Birnen an unterschiedliche Orte fallen (Vgl. 246 ff.). Dies gelte für alle Menschen: „Meide, knehte, man und wîp / Sêle und êre, guot und lîp: / Des vallent si vil ungelîche, / Junge, alte, arme und rîche.“ – „Mädchen, junge Männer, Mann und Frau/ Seele und Ehre, Gut und Leib: / Sie fallen sehr ungleich, / Junge, alte, arme und reiche.“ (V. 255 – 258). Das Fallen der reifen Birnen ist Hugo zufolge mit der Loslösung der jungen Menschen von ihrer Mutter gleichzusetzen: Dies geschieht bei den Mädchen durch den Wind der Neugierde, „Virwiz“, und bei den Jungen durch den Egoisten, „her Selphart“: „Swenne si die kintheit über strebent, / Und nie mêr in vorhten lebent, / Sân kumt her Virwiz gerant / Und loest den meiden ûf diu bant; / Die knehte loest her Selphart, / Die vor ir muoter wâren zart.“ – „Wenn sie der Kindheit Widerstand leisten, / Und nie mehr in Furcht leben, / kommt sogleich Herr Neugierde gerannt/ und löst den Mädchen die Bänder auf; / Die jungen Männer löst Herr Egoist, / die vorher von ihrer Mutter geliebt wurden.“ (V. 261 – 266).
Die Heide mit Blumen und Birnbaum wird von dem Ich-Erzähler als Naturidylle geschildert. Diese Schilderung kommt der Beschreibung eines locus amoenus gleich. In der Forschung wird die Allegorie des Prologs als eines der wenigen Elemente betrachtet, das dem umfangreichen Stoff des „Renner“ einen Aufbau und somit eine gemeinsame Struktur verleiht. Dies geschieht, indem Hugo im Prolog bereits in der gleichen Reihenfolge bzw. Hierarchie auf die Sünden Bezug nimmt, in der er diese auch im Hauptteil seines Werkes vorstellt. Ebenso verhält es sich mit der Reue, die im Prolog ähnlich kurz erwähnt wird, wie auch am Schluss des Textes. Der Prolog dient also als eine Art Inhaltsangabe und „Gewichtungsangabe“ für den restlichen Text. Durch zahlreiche Rückbezüge auf die Eingangsallegorie des Prologs wird das Werk auch in seinem weiteren Verlauf inhaltlich zusammengehalten und erinnert den Leser daran, dass Hugo zunächst die Sünden der Menschheit schildern will, um ihnen im Anschluss aufzuzeigen, wie sie sich von diesen abwenden und ihr Seelenheil erlangen können.

#### Die „Morallehre“ (V. 269 – 24483)

##### Der Begriff derdistinctio
Der Begriff distinctio stammt aus der scholastischen Methode, der die Prinzipien der Auslegung und Unterscheidung zu Grunde liegen. Eine distinctio ist sowohl eine Lehrform, als auch eine literarische Gattung. Als Gliederungsterminus, als der er im „Renner“ fungiert, wird der Begriff distinctio seit dem 12. Jh. im kanonischen Recht verwendet. Als Merkmal für Gliederungen taucht er seit dem späten 12. Jahrhundert vor allem in lateinischen Epen auf.
Die Distinktionen sind das beherrschende Strukturelement des Werkes. Mit der Einteilung in Distinktionen hat Hugo von Trimberg ein lateinisches Gliederungssystem in die volkssprachige deutsche Dichtung übernommen, wie es vor allem in der didaktischen Dichtung üblich war. So verwendet z. B. Thomasîn von Zerclaere in „Der wälsche Gast“ ein Gliederungsprinzip der lateinischen Scholastik des 12. und 13. Jahrhunderts. Schon durch die Einteilung in das lateinische Gliederungsprinzip der „Distinktionen“ zeichnet sich der „Renner“ als Arbeit aus, die sich in die Tradition mittelalterlicher, didaktischer Werke stellt.

##### Das allgemeine Gliederungsprinzip der Distinktionen im „Renner“

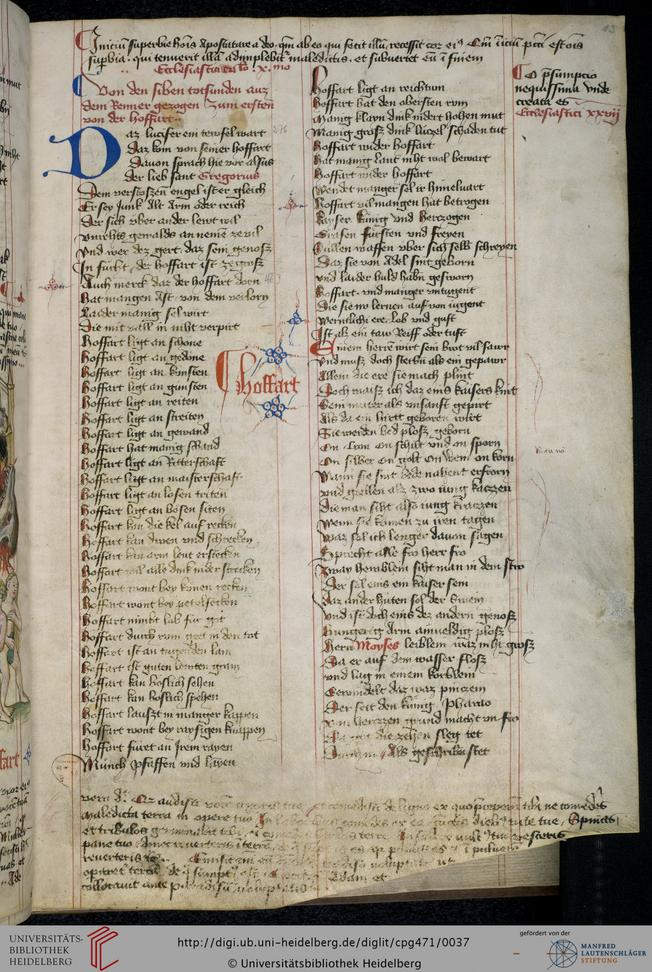
Anapherreihe aus der ersten Distinktion über die hôchfart

Bei Betrachtung der Distinktionen lässt sich feststellen, dass Hugo bei der Beschreibung der Sünden einem erkennbaren Gliederungsmuster folgt: Zunächst stellt er die Hauptsünde, die in der jeweiligen Distinktion abgehandelt wird, zusammen mit ihren Untersündern, vor. Er personifiziert die Sünden zu „Herr“ oder „Herrin“ und lässt die Untersünden als „Gesinde“ oder „Gespielinnen“ auftreten.
In einem zweiten Schritt werden die Verflechtungen der Hauptsünde untereinander, das Zusammenwirken mit ihren Untersünden, sowie deren Hierarchie geschildert. Meist geschieht dies durch die Personifikation der Untersünden als Amtspersonen der Hauptsünde. Danach beschreibt Hugo die Tätigkeiten und Eigenschaften der Sünde. Eine Anapherreihe, die der näheren Beschreibung eines Aspektes des Themengebietes der Hauptsünde dient, ist ein weiteres gemeinsames Merkmal der Distinktionen.

##### Die Distinktionen
Im Folgenden werden die Inhalte der sechs Distinktionen des „Renner“ abgehandelt.

###### Distinktion I:hôchfart(V. 269 – 4366)
Die erste Distinktion, die sich mit der Sünde Hochmut befasst, beginnt mit einem eigenen Prolog, in dem Hugo sich auf die Birnbaumallegorie zurückbezieht: „Der birn ein teil viel in den dorn, / Manic sêle leider ist verlorn/ Von denn dorne, wenne er hât/ Die wurzeln aller missetât: / Zorn, haz und gîtikeit, / Unkiusche, fraz, dar zuo lazheit/ Gein allen guoten dingen / Kann diu hôchfart bringen“ – „Ein Teil der Birnen fiel in den Dornenbusch, / Eine Anzahl von Seelen ist leider verloren/ Von dem Dornenbusch, wenn er sie hat/ Die Wurzeln aller Missetat: / Zorn, Hass und Habgier, / Unkeuschheit, Gefräßigkeit, da zu Trägheit/ Entgegen allen guten Dingen / Kann der Hochmut bringen“ (V. 296 – 276).
Hugo von Trimberg bezeichnet die hôchfart in diesem Abschnitt als Wurzel allen Übels, da aus ihr alle anderen Sünden hervorgingen.
Er führt die hôchfart auf Lucifer zurück, der ihretwegen aus dem Himmelreich verbannt wurde und nun als Teufel auf der Welt sein Unwesen treibt, indem er die Seelen der Menschen, die ihr verfallen, an sich zieht (vgl. V. 285 – 300). Es folgt eine Aufzählung der Tätigkeiten, die aus dieser erst genannten Sünde resultieren: „Ketzerîe, rüemen, tratzen/ Spotten, schrîen, roufen, kratzen, / Schallen, brehten, reien, springen, / Stürmen, vehten, loufen, ringen/[…]/ Diz ist der hôchferte ingesinde, / Bî dem ich selten iht guotes vinde“ – „Ketzerei, prahlen, tratschen/ Spotten, schreien, raufen, kratzen, / Lärmen, zanken, tanzen, springen, / Stürmen, / kämpfen, laufen, ringen/ […]/ Das ist die Dienerschaft des Hochmuts, / Bei dem ich selten Gutes finde“ (V. 285 ff.). Die zahlreichen Substantive und substantivierten Verben werden als das „gesinde“ der hôchfart präsentiert. Ihre Aneinanderreihung fungiert als rhetorisches Mittel, das den Lesern die Gefahren der Sünde hôchfart besonders einprägsam vermitteln soll. 

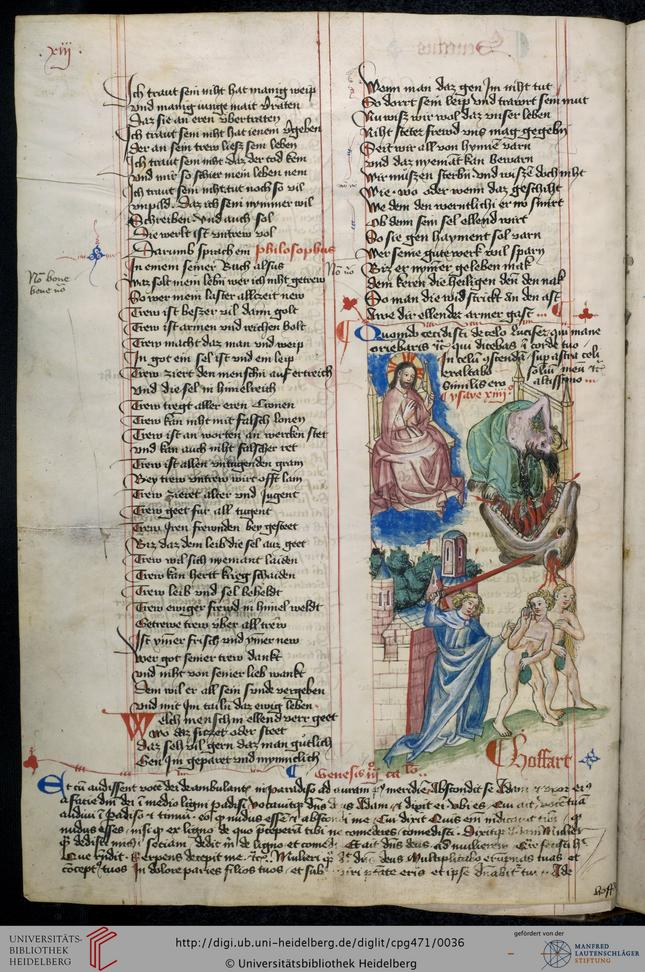
Die hôchfart

Im zweiten Abschnitt berichtet Hugo von den meiden, der ersten Personengruppe, die seiner Meinung nach von der hôchfart bedroht ist. Er vergleicht die Mädchen, die zu früh verheiratet oder ins Kloster gegeben werden, mit den Birnen, die vom Baum fallen, ehe sie richtig reif sind (Vgl. V. 443 – 445). Es schließt sich ein dritter Teil mit einer Anapherreihe an, die die Eigenschaften der hôchfart umfangreich beschreibt (vgl. V. 467 ff.).
Im Rest der ersten Distinktion schildert Hugo von Trimberg das Verhältnis der verschiedenen Stände zu der Sünde der hôchfart: Er beginnt mit dem Adel, da dieser besonders anfällig für die hôchfart sei. Seine Schilderungen entwickeln sich zu einer „Herrscherschelte“. Hugo klagt über die Unsitten, die bei Hofe eingezogen sind, und über die Unterstützung des muotwillens der Herren durch den Hofstaat. Er verdeutlicht seine Kritik an dem Exempel „vom feisten Hofhund“. Ihm folgt eine „Bauernbelehrung“. Am Ende dieses Abschnitts betont Hugo, dass alle Menschen vor Gott gleich seien und jeder Stand von den Sünden bedroht sei: „Pfaffen, ritter und gebûre/ Sint alle gesippe von natûre/ Und süln gar brüederlichen leben“ – „Priester, Ritter und Bauern/ Sind alle von Natur aus mit einander verwandt/ Und sollen brüderlich leben“ (V. 505 – 507).
Im nächsten Abschnitt setzt er sich mit der Geistlichkeit auseinander: Er besteht aus einer Pfaffenschelte, einem Exkurs über Almosen und einer Abhandlung über Klosterleute und Kapitelbrüder.
Die Distinktion I endet mit einem Epilog, in dem die Verflechtung der Sünden anhand des Bildes der dreiköpfigen Hydra verdeutlicht wird: Genau wie der Hydra drei neue Köpfe wachsen, wenn ihr einer abgeschlagen wird, folgen jeder überwundenen Sünde drei weitere, so dass der Mensch niemals von den Sünden frei sein kann: „Von einem slangen ich wîlent las, / Der hete driu houbet und was/ […] Swer im [slangen] der houbte einez abe sneit, / Sô wuohsen driu an eines stat. / Alsam tuot unser missetât: Slahen wir eine abe, /sô wahsent drî: Sus wirt der mensche nimmer frî […]“ – „Von einer Schlange las ich vormals, / Die hatte drei Köpfe und war/ […] Wer ihr [der Schlange] einen der Köpfe abschlug, / So wuchsen drei an seiner Stelle. / Genauso tun es unsere Missetaten: Schlagen wir eine ab, / so wachsen drei: So wird der Mensch niemals frei […]“ (V. 4325 – 4332). Wer glaubt, eine Sünde überwunden zu haben, so Hugo weiter, wird, ohne dass er sich dagegen wehren kann, von den anderen angegriffen (vgl. V. 4343f.).
Am Ende des „Hydra-Gleichnisses“ nimmt Hugo auf die Herkulessage Bezug und rät den Menschen, es Herkules gleichzutun und alle Köpfe bzw. Sünden auf einmal abzuschneiden (vgl. V. 4355 ff.).

###### Distinktion II:gîtikeit(V. 4367 – 9431)

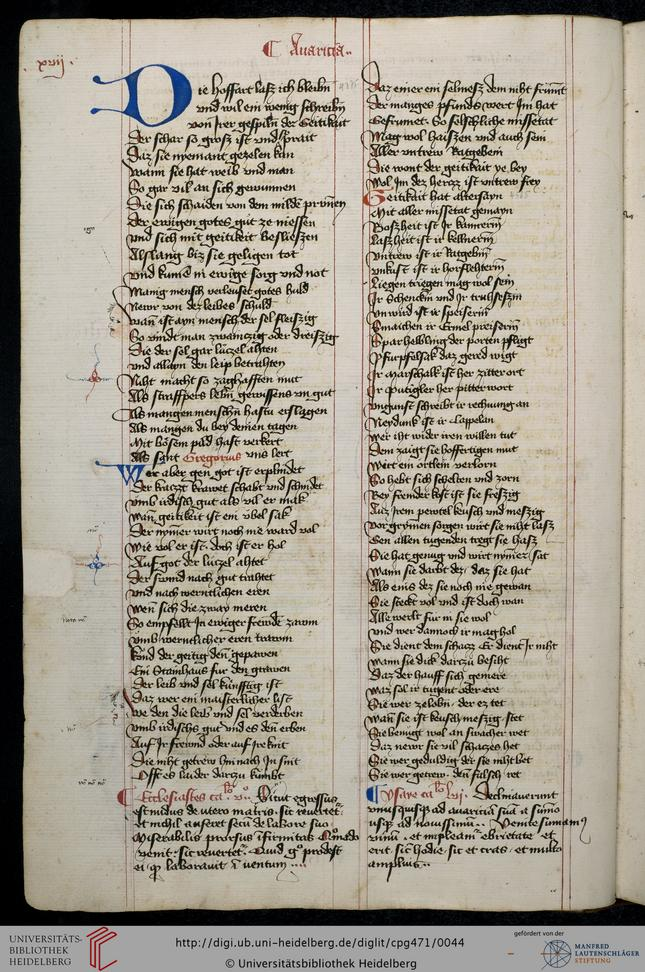
Beginn der zweiten Distinktion über die gîtikeit

Im Prolog der zweiten Distinktion führt Hugo die gîtikeit ein. Er beschreibt sie hierbei als „Gespielin“ der hôchfart, der jedoch mehr Menschen verfallen. Ihre Anhänger seien so zahlreich, dass man sie nicht zählen könne: „Die hôchfart lâze ich belîben/ Und will ein wenig schrîben/ Von ir gespiln der gîtikeit, / Der schar ist sô grôz und sô breit, / Daz si nieman gezeln kann:/ Wenne si hât wîp und man// Sô gar an sich gewunnen, / Daz mêre in irn brunnen/ Birn vallent alle tage/ Denne ûf den dorn, got ich ez klage!“ – „Mit dem Hochmut höre ich auf/ Und will ein wenig schreiben/ Von seiner Gespielin der Habgier, / Deren Schar ist so groß und so umfassend, / Dass sie niemand zählen kann: / Wenn sie Frau und Mann an sich gebunden hat, / Dass jeden Tag mehr Birnen in ihren Brunnen fallen, / Als in den Dornenbusch, Gott ich beklage es!“ (V. 4375 – 4384). 

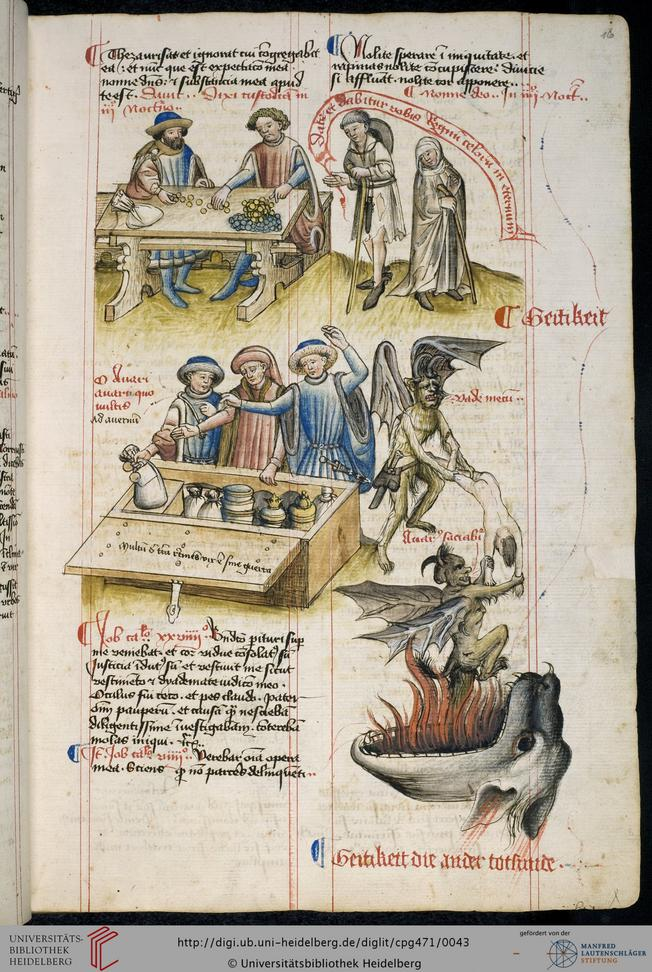
Miniatur zur gîtikeit

Zu den Personengruppen, die besonders gefährdet sind, gehören Mönche, Nonnen, Priester, Laien, Mörder, Diebe, Räuber, Zöllner, sowie Wucherer, Gastgeber, Händler und Handwerker (Vgl. V. 4386 – 4388). Der gîtikeit verfallen nicht nur mehr Seelen, als der hôchfart, ihr „Gesinde“ ist auch umfangreicher. Hugo resigniert angesichts ihrer Menge: „War zo sôlte ich si alle nennen?/ Ir müget daz selber wol bekennen“ – „Wozu sollte ich sie alle nennen? Ihr werdet dass wohl selbst erkennen“ (V. 4403 f.).
Im ersten Abschnitt der Distinktion befasst Hugo sich mit den Themen lügen und valsche eide und vor allem mit der untriuwe, einer „Schwester“ der unkust. Er widmet ihr eine eigene Anapherreihe (Vgl. V. 4457ff.).
In einem zweiten Teil setzt Hugo sich eingehend mit der gîtikeit und ihrem Hofstatt auseinander: „Gîtikeit hât alterseine/ Mit aller missetât gemine: / Bôsheit ist ir kamerîn, / Karkeit ist ir kelnerîn, / Untriuwe ist ir râtgebîn, / Unkust ist ir hârflechterîn, / Liegen, triegen mac wol sîn/ Ir schenkîn und ir trehsêzîn, / Unwirde ist ir spîserîn […]“ – „Die Habgier hat ganz alleine/ Mit allen Missetaten etwas gemein: / Bosheit ist ihre Kammersfrau, / Kargheit ist ihre Kellnerin, / Untreie ist ihre Ratgeberin, / Hinterlist ist ihre Haarflechterin, / Lügen, Trügen mögen wohl/ ihre Einschenkerin und Schatzmeisterin sein/ Verachtung ist ihre Speiserin […]“ (V. 4565 – 4578). Diese Aufzählung der „Dienerinnen“ der gîtikeit wird durch Personifikationsallegorien gekennzeichnet, durch die Hugo sie sogleich in eine Hierarchie einordnet. Während zum Beispiel die untriuwe in der gehobenen Position der Ratgeberin fungiert, tritt die unkust lediglich als Haarflechterin der gîtikeit auf. Die gîtikeit ist Hugos Meinung nach nur darauf aus, den „Schatz“ zu vermehren und gaukelt nach außen hin Tugend vor, während sie andere der Untugend beschuldigt (Vgl. V. 4581 ff.).
Es folgt ein weiterer Abschnitt, in dem Hugo sich mit den Verhaltensweisen der gîtigen anhand von Beispielen auseinandersetzt. Im Weiteren beklagt Hugo die Folgen der gîtikeit und führt Tiere an, die die gîtikeit in der Tierwelt symbolisieren, wie z. B. Spinne, Maulwurf, Kröte und Hahn (Vgl. V. 4792 ff.). Er schildert die Schlechtigkeit der Menschen, die der Sünde verfallen, klagt über neue Handlungssitten, wie z. B. den Verkauf, sowie über die Heuchelei, die eine besonders hinterhältige Form der gîtikeit sei. Es folgen weitere Abschnitte, die sich mit den gefährdeten Personengruppen auseinandersetzen, sowie zahlreiche Erzählungen, Fabeln und Beispiele, die die Gefahr der gîtikeit betonen sollen und demselben Schema folgen wie die oben genannten.
Die zweite Distinktion endet mit einem Epilog zur gîtikeit und hôchfart.

###### Exkurs I: Reflexion über die Dichtung (V. 9381– 9431)
Der erste Exkurs setzt sich aus den beiden letzten Abschnitten der zweiten Distinktion über die gîtikeit zusammen. Hierin reflektiert Hugo über seine Dichtung. Diese Reflexion beginnt mit einer Klage über sein Alter. Hugo hat im Laufe der Jahre sowohl sein gutes Gedächtnis, als auch seine schnelle Auffassungsgabe eingebüßt. Nun muss er alles, was er dichtet, sofort aufschreiben, damit er es nicht vergisst (Vgl. V. 9318 ff.). Hiermit hängen auch die zahlreichen Wiederholungen zusammen, die in seinem Werk auftauchen. Hugo entschuldigt sich für diese und bittet seine Leser um Nachsicht (Vgl. V. 9318 – 9322). Die Altersklage kommt einer Demutsformel gleich, in der er seine Dichtung verteidigt: So habe beispielsweise jeder Mensch einen anderen Geschmack. So wie einigen Menschen Honig schmeckt und gut bekommt, ist bei anderen Menschen das Gegenteil der Fall: „Honic ist manigen liuten guot, / Manigen liuten ez schaden tuot“ – „Honig tut manchen Leuten gut, / Manchen Leuten schadet er“ (V. 9360 – 9361). Hiermit will Hugo darauf hinweisen, dass sein Werk nicht allen gefallen muss, da auch Literatur eine Sache des Geschmackes ist. Er beschreibt die Mannigfaltigkeit der Jahreszeiten und begründet die Präsentation von Positivem und Negativem in seiner Dichtung mit der Koexistenz von heilsamen und schädlichen Pflanzen in der Natur. Mit dieser will er durch das ganze Land „Von dern Meine biz and den Rîn […]“ – „Vom Main bis an den Rhein […]“(V. 9398) fahren. Er hofft hiermit zu erreichen, dass die Leser seiner Seele gedenken und ihm auf diese Weise das Seelenheil garantieren (Vgl. 9400 f.).
Der zweite Teil des Exkurses stellt einen Rückblick auf die beiden Sünden, hôchfart und gîtikeit, dar. Auch das Thema der Sündenverflechtung wird in diesem Zuge noch einmal angesprochen. Hugo vergleicht die Sünden mit Ästen und Wurzeln, die so verworren seien, dass es niemandem, auch Hugo selbst nicht, gelingt, sie zu durchschauen (Vgl. V. 9402 ff.). Doch da Hugo die Welt darstellen will, wie sie ist, nimmt er die Verwirrung, die durch die Verflechtung der Sünden entsteht, in Kauf.

###### Distinktion III:frâz(V. 9432 – 11726)

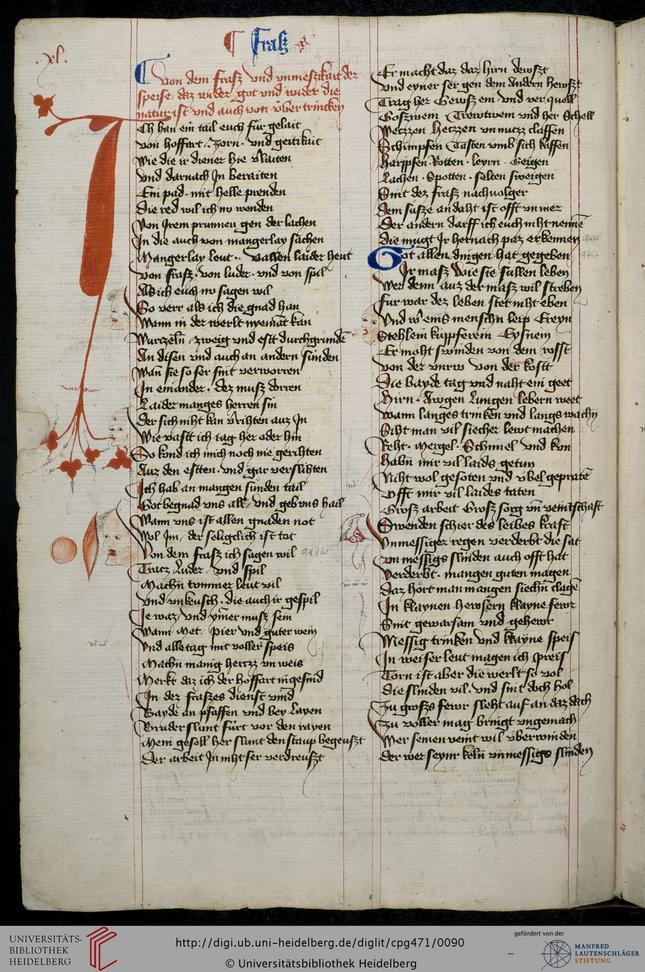
Beginn der dritten Distinktion über den frâz

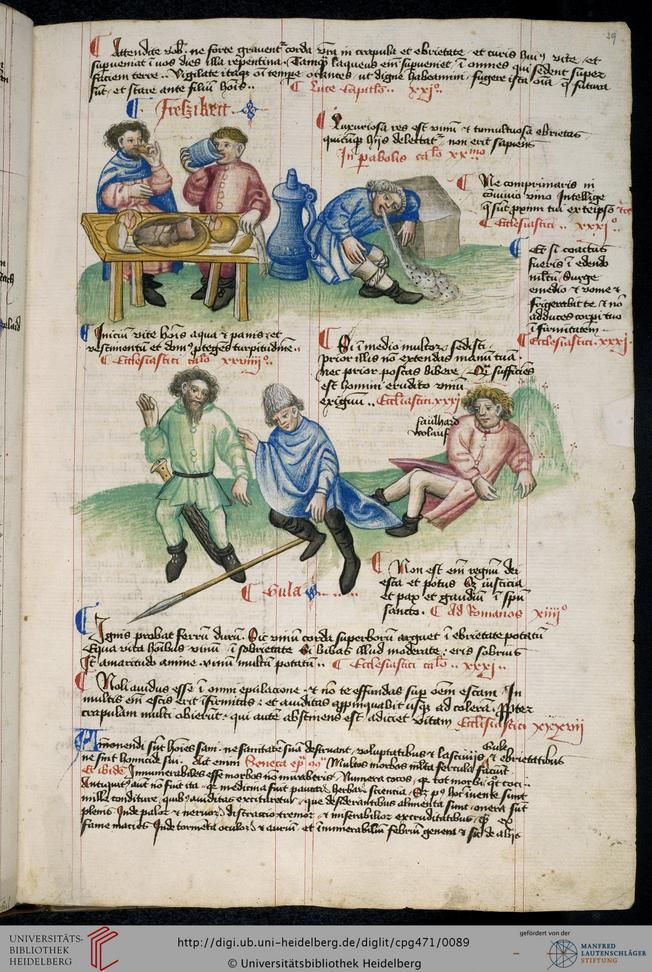
Miniatur zum frâz

Die dritte Distinktion beginnt mit einem Prolog, in dem Hugo den frâz einführt und die ihm verwandten Laster darstellt: „Von dem frâze ich sagen will: / Frâz, luoder und spil / Machent tummer liute vil / Und unkiusche, diu ouch ir gespil / Je was und muoz immer sîn“ – „Von der Gefräßigkeit will ich sagen: / Gefräßigkeit, Verlockung und Spiel/ Machen viele Leute dumm/ Und Unkeuschheit, die auch ihre Gespielin ist/ So war es und muss immer sein“ (V. 9432 – 9436). Die Gefräßigkeit, die aus der gîtikeit hervorgeht, mache die Menschen dumm. Wîsheit sei deshalb die Voraussetzung, um die Sündenverflechtung zu erfassen. Menschen, die dem frâz verfallen, bleibe eine solche Einsicht jedoch verwehrt.
Das Gesinde des frâzes wird von Bruoder Slunt und her Trunc angeführt. Genau wie die Gespielinnen der gîtikeit, treten auch die Anhänger des frâzes in Form von substantivierten Verben und mit fiktiven Eigennamen auf. Hugo kritisiert in dieser Aufzählung nicht nur die Folgen der Trunksucht, sondern auch das Spielen von Musikinstrumenten, Lachen und Schwatzen (Vgl. V. 9445 ff.). Zum Beginn des zweiten Abschnitts weist Hugo darauf hin, dass die Tugend mâze der Sünde frâz vorbeugen kann. Er bezieht die Mäßigkeit zunächst auf das ezzen. Später folgt ein Teil über das trinken.
Im ersten Unterabschnitt erläutert er, dass mâze ein Grundgesetz der Natur sei. Hierbei beruft er sich auf Plinius, Galen und Hippokrates, die seiner Meinung nach die Meister der Natur sind, sowie auf Beispiele von Freidank (Vgl. V. 9590 ff.). Weiterhin führt er das Exempel von der Nonne an, die unbewusst den Teufel isst. Es folgt die Äsop -Fabel und ihre Auslegung. Danach setzt Hugo sich mit der unmâze als Quelle weiterer Sünden auseinander und beruft sich hierbei auf die Geschichte Esaus aus dem Alten Testament (Vgl. 9810 ff.). Hugos Ansicht nach, ist die schlimmste Konsequenz, die der frâz mit sich bringt, die Vernachlässigung der Gottesandacht. Ihm zufolge ist die Offenheit der Menschen Grund für das vermehrte Auftreten der Sünde frâz.
Im Weiteren ruft Hugo die Menschen dazu auf, dem weltlichen Gut abzuschwören und sich wieder auf Gott zu besinnen, da nur ein Leben in seinem Sinne, den Menschen zum Seelenheil führen kann. Er führt Gier und die Vernachlässigung des „richtigen Maßhaltens“ als Ursache für das Elend in der Welt an (Vgl. V. 10321 ff.).
Im Folgenden bezieht Hugo sich wieder auf den frâz, hebt aber insbesondere das luoder hervor. Danach erklärt Hugo, dass Christen, die nach Reichtum streben, seiner Meinung nach nicht besser als Heiden sind, da sie Gold und Silber wie Götter verehren. Hierzu bringt er als Exempel mit anschließender Auslegung die Geschichte „Prälat und Birnen“ an. Im nächsten Unterabschnitt lobt Hugo die Ordnung der Welt, kritisiert aber gleichzeitig die mangelnde Gottesliebe, die seines Erachtens zu Fehden zwischen den Menschen führt (Vgl. V. 10875 ff.).
Hugo widmet den letzten Teil der dritten Distinktion dem spil, welches ein Bruder des luoders sei (Vgl. V. 11253 – 11257). Spielsucht verursache unter anderem Diebstahl, Meineid, Lügen, Mord und untriuwe. Außerdem hänge sie auch mit den Sünden zôrn und nît zusammen (Vgl. V. 11265 ff.).
Hugo weist danach auf die tumpheit der weltlichen Spiele hin. Zu ihnen gehören seiner Auffassung nach: würfel, Boccia, wurfzabel, Zwangsdienst, stechen, justieren und turneien, steinwerfen, sowie übermäßiges ringen und springen. Das Exempel „Von zwei Kämpen“ soll diese Kritik weiter verdeutlichen (Vgl. V. 11287 ff.).
Die dritte Distinktion endet mit einem Epilog zum frâz, in dem noch einmal biblische Exempel angeführt werden (Vgl. V. 11691 ff.).

###### Distinktion IV:unkiusche(V. 11727 – 13964)

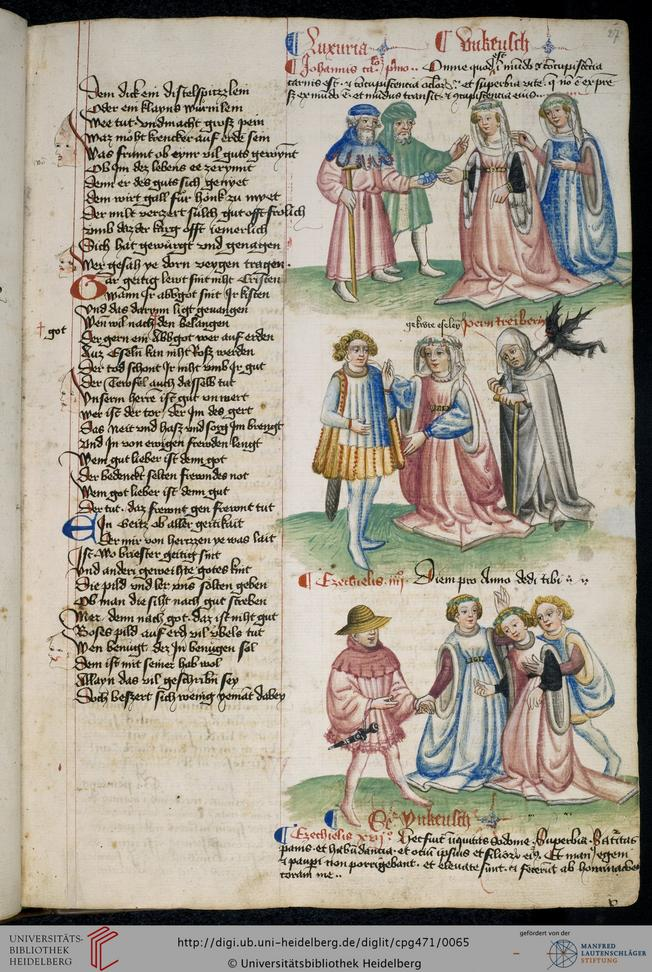
Miniatur zur unkiusche

Zu Beginn der vierten Distinktion wird die unkiusche, die als eine „Gespielin“ des frâzes vorgestellt wird, gemeinsam mit ihrem „Gesinde“ in einem Prolog in Form einer Aneinanderreihung substantivierter Verben eingeführt. Es folgt eine Anapherreihe, in der die Tätigkeiten, die diese mit sich ziehen, aufgelistet werden. Zu ihnen gehören u. a. Tanzen, Lachen, Baden, Küssen und Schminken (Vgl. V. 11727 ff.). Der Prolog endet mit einem Freidank-Zitat und einem Übergang zu biblischen Beispielen, die sich im nächsten Unterabschnitt anschließen und die Unzucht thematisieren (Vgl. V. 11772 ff.).
In einem nächsten Kapitel setzt Hugo sich mit falschen Vorbildern, v. a. mit der Rolle von Abgöttern, auseinander und warnt vor diesen. Danach widmet er sie der demuot, die seiner Meinung nach eine wichtige Tugend ist. Ihre Vorzüge werden in einer weiteren Anapherreihe aufgelistet. Es schließt sich ein Marienlob an (Vgl. V. 11905 ff.). Im nächsten Abschnitt geht Hugo auf die Verführbarkeit junger Mädchen ein, bringt dann eine Erzählung über eine Frau an, die ihren Mann mit einer List betrügt und legt diese anschließend aus. Es folgen weitere Abschnitte über Frauen, die der unkiusche verfallen und Gegenüberstellungen von Frauen, die Hugo als tugendhaft erachtet. Hugo bedient sich zahlreichen Beispiele und Erzählungen, um seine Thesen zu stützen.
Hugo hebt in dieser Distinktion den Wert der Bibel für die Menschen hervor, kritisiert aber, dass Pfaffen häufig die falschen künste lehren und diese auch nicht richtig verstehen würden. Er weist darauf hin, dass Menschen durch das Streben nach irdischen Gütern häufig auf den falschen Weg geführt würden und gibt Beispiele dafür (Vgl. V. 13013 ff.).
Hugo beschließt die vierte Distinktion mit folgenden Worten: „Der unkiusche sül wir urloup geben, / Wenne ir getiusche kann nieman eben / Durchgründen und ir missetât / Und manic tückelîn, diu si hât“ – „Der Unzüchtigkeit sollen wir die Erlaubnis geben, sich zu verabschieden, / Denn ihre Betrügerei kann niemand glätten/ Durchschauen und ihre Missetaten/ Und viele Tücken, die sie hat“ (V. 13865 – 13868). Da die Unzüchtigkeit unergründlich bleibt, will Hugo sich im Folgenden dem zorn, dem nît und ihrem „Gesinde“ zuwenden.

###### Exkurs II: Die „Reitermetapher“ (V. 13899 – 13964)
Am Ende der vierten Distinktion versucht Hugo, die zahlreichen Gedankensprünge des „Renner“ mit der Metapher eines Reiters zu begründen, dem sein Pferd durchgeht. Hierbei steht der Reiter für den Dichter und das durchgehende Pferd für das Werk, das er nicht beherrschen kann (vgl. V. 13905 ff.). Hugo beginnt den Exkurs, indem er feststellt, dass viele Reiter ihr Pferd nicht beherrschen, womit er im übertragenen Sinne auf die (Un-)Fähigkeiten der Dichter verweist. Im Folgenden bezieht er das Bild die Reitermetapher auch auf sein eigenes Werk und gesteht den Lesern, dass auch er von seiner Dichtung gesteuert wird und ihren Verlauf, ähnlich wie der Reiter seinen Weg zu Pferd, nicht immer bestimmen kann: „Daz selbe ich ouch an mir bekenne, / Swenne ich den louf ein teil zetrenne / An mînem getihte und mit im renne, / Swar ez mich hin treit mit gewalt“ – „Dasselbe erkenne ich auch an mir, / Wenn ich einen Teil des Laufs auftrenne / An meiner Dichtung und mit ihm renne, / Wohin es mich hintreibt mit Gewalt“ (V. 13908 – 13911).
Die Dichtung wird durch diese Beschreibung personifiziert und entwickelt ein Eigenleben. Dies wird auch in dem Bild des Reiters deutlich: Das Pferd geht mit dem Reiter durch und diesem gelingt es nicht, dieses wieder auf die ursprüngliche Bahn zurückzulenken. Hugo setzt den Ritt mit der Entwicklung seiner Dichtung gleich und schildert die Hindernisse, die sich den Dichtern bei einem solchen „Ritt“ in den Weg stellen können: „Bringe ich ez wider an die vart, / Sô loufet ez ofte vür manic zil, / Verrer denne mîn herze will; / Über stoc, stein, stoup, bluomen und lachen/ Treit ez mich von manigen sachen: Begegnet aber uns ein tiefer grabe, / Sô strûchet ez selber und wirft mich abe:/ Sô sitze ich als in einem troume / Und vâhe ez aber bî dem zoume / Und loufe mit im über velt hin dan / Als der niht wol rîten kan“ – „Bringe ich es wieder zum Laufen, / So läuft es oft für manches Ziel, / Weiter als mein Herz es wünscht; / Über Stock, Stein, Staub, Blumen und Pfützen/ Vertreibt es mich von vielen Sachen: Begegnet uns aber ein tiefer Graben, / Dann strauchelt es selbst und wirft mich ab: / So sitze ich wie in einem Traum/ Und fasse es bei dem Zaumzeug/ Und laufe mit ihm über das Feld hin/ Als wenn ich es nicht gut reiten könnte“ (V. 13925 – 13940). „Wirft“ ihn die Dichtung also „ab“, nimmt Hugo das „Pferd“ bei den Zügeln und führt es, als wüsste man nicht, wie man richtig reitet. Dieser Vergleich verdeutlicht, wie schwierig die Tätigkeit eines Dichters sein kann, wenn die Dichtung die Führung übernimmt. Verliert der Dichter sich in der Materie seines Werkes, kann es schnell unübersichtlich werden.
Ähnlich wie im ersten Exkurs, tritt auch hier eine Demutformel auf. Sie folgt auf die „Reitermetapher“ und dient Hugo dazu, auf seine „ungenügende“ Bildung und seine Unfähigkeit, „tiefsinnige“ Worte zu verwenden, hinzuweisen (Vgl. V. 13941 – 13949). In dieser Schilderung schreibt Hugo das Privileg der Verwendung von tiefsinnigen Worten den hôhen meistern zu, deren Wissen wie ein Fluss aus einer Quelle entspringt und sich durchs Land verbreitet. Seine eigene Schaffenskraft ist in Hugos Augen lediglich mit einem Zweig zu vergleichen, der auf der Oberfläche des Wassers oder als Rinnsal über einer zugefrorenen Eisdecke schwimmt, jeder künstlerischen Ader entbehrt und nicht an die Leistungen der hôhen meistern heranreicht.
Im Folgenden erfährt man, was Hugo mit seinem „ungenügenden Bildungsstand“ meint. Denn er erklärt: „Salern, Padouwe, Orlêns, Pâris/ wurden nie von mir beschouwet“ – „Salerno, Padua, Orleans, Paris / wurden nie von mir gesehen“ (V. 13950 f.). Hugo hat also keine Hochschule besucht und bezeichnet sich selbst sogar als „armer lêre knabe“ – „Junge einer armen Lehre“ (V. 13953). Dadurch grenzt er sich zusätzlich von den hôhen meistern ab. Danach bringt er ein Zitat an, das besagt, dass jeder sich der Kunst widmen soll, die ihm zusteht (Vgl. V. 13959 ff.). Auch Hugo will sich nicht gegen die von Gott gegebene Ordnung stellen und rechtfertigt durch seine Argumentation, dass er nicht genauso tief in die Materie vordringt, wie es die hôhen meister vermögen würden.

###### Distinktion V:zornundnît(V. 13965 – 15946)
In der fünften Distinktion fasst Hugo die Sünden zorn und nît zusammen. Sie entstammen dem Brunnen der gîtikeit, seien jedoch genau wie die unkiusche nicht zu ergründen, da sie mit allen anderen Sünden verflochten sind. Diese Sündenverflechtung stellt Hugo im Prolog der fünften Distinktion dar (Vgl. V. 13969 ff.). 

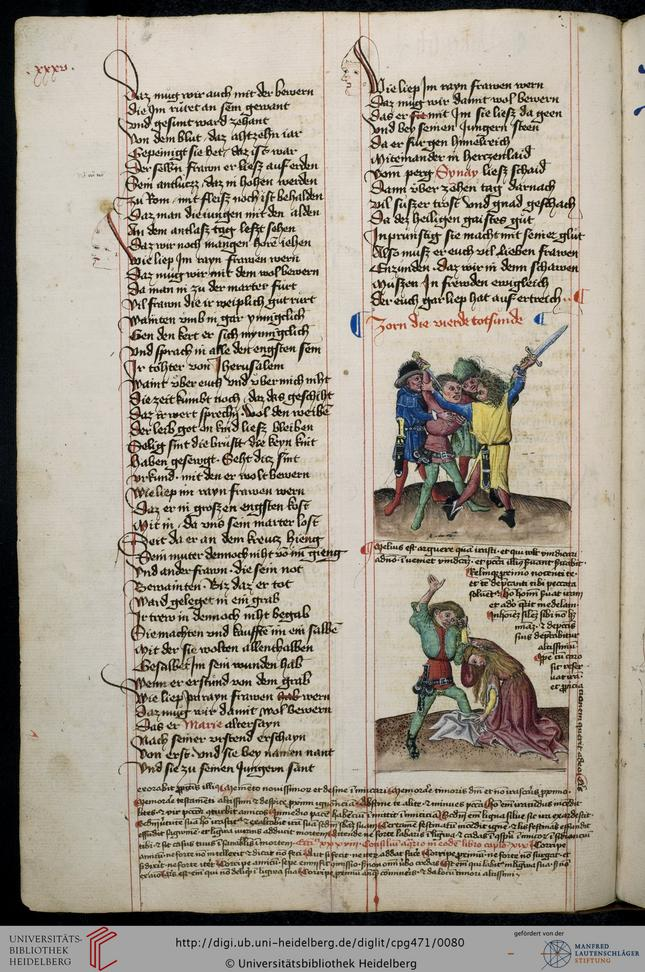
Miniatur zum zorn und nît

Weiterhin weist Hugo in diesem Abschnitt auf die „verheerende Wirkung der beiden Wörter mein und dein“ hin, die seiner Meinung nach für die Streitigkeiten zwischen den Menschen verantwortlich sind. Hierbei beruft er sich auf Seneca und auf das biblische Beispiel Kains, der seinen Bruder Abel sowohl aus Neid, Zorn, als auch aus Habgier erschlug. Danach führt Hugo aus, wie sich Neid durch Zorn in Hass verwandelt.
Um die Wirkung der Sünden untereinander zu verdeutlichen, vergleicht Hugo diese mit einem brennenden Fass, dem man den Boden öffnet: Während der Neid im Stillen brennt, bringt der Zorn das Feuer zum Ausbruch (Vgl. V. 13986 ff.). Weiterhin ordnet Hugo dem Neid nach Freidank die Farben Grün, Gelb und Blau und weist darauf hin, dass Zorn aus der Galle stammt: „Grüene, gel und weitîn / Sol diu nîtvarwe sîn […] Ir sült ouch wizzen daz der zorn / Von der gallen ist geborn“ – „Grün, Gelb und Blau/ Sollen die Neidfarben sein […] Ihr sollt auch wissen, dass der Zorn / Von der Galle geboren wird“ (V. 14015 ff.).
Danach beschreibt Hugo die Wesenszüge des Zornes. Seiner Meinung nach beeinträchtigt er die Sinne und den Verstand. Die weiteren Eigenschaften des Zornes schildert Hugo in einer Anapherreihe (Vgl. V. 14019 ff.). Anschließend weist er darauf hin, dass Zorn ein Merkmal der Toren sei und zählt sein „Gesinde“ wieder in Form einer Aneinanderreihung von substantivierten Verben und fiktiven Eigennamen auf. Infolge der Sünden Hass und Neid sei Theben untergegangen.
Es folgt ein Abschnitt, in dem das Exempel „Der gestohlene Schinken“ präsentiert und ausgelegt wird. Im Folgenden erklärt Hugo, dass die Taten der Menschen von Neid beherrscht würden und deswegen schlechte Ratschläge von Hinterlistigen häufig Leid bringen. Als Beispiele hierfür führt er Achitofel, Gideon und Abimelech an (Vgl. V. 14099 ff.).
Im nächsten Abschnitt widmet Hugo sich dem nît und macht ihn dafür verantwortlich, dass die Menschen immer das Schlechte in dem jeweils anderen sehen. Hierfür bringt er das Beispiel vom Basilisk an (V. 14356 – 14375). Hugo ruft die Menschen dazu auf, sich vor dem Neid zu hüten, da er zahlreiche Folgesünden mit sich ziehen würde. Die Neidischen weiterhin vergiften seiner Meinung nach die Unschuldigen, was er mit dem Exempel „Giftnahrung“ (V. 14565 – 14599) verdeutlicht.
Im Folgenden beschreibt Hugo die negativen Auswirkungen von Lug und Trug und weist darauf hin, dass die Propheten des AT bereits den negativen Zustand, in dem die Welt sich nun befindet, vorausgesagt haben. Hierbei bezieht er sich auf das Buch Jeremia Weiterhin erklärt er, dass Neid bereits zu Zeiten Adams existiert habe (Vgl. V. 15303 – 15548).
Hugo ruft die Menschen dazu auf, nicht zu viel zu trûren. Diesen Aufruf versucht er durch das Exempel vom schwermütigen Mönch zu verstärken. Es folgt ein weiteres Exempel mit Auslegung, das sich damit auseinandersetzt, ob Feuer mit Feuer gelöscht werden sollte (Vgl. V. 15645 – 15732 bzw.752).
Abschließend weist Hugo noch einmal darauf hin, dass die hôchfart und ihre Untersünden viel Unheil in die Welt bringen. Er beruft sich hierbei auf biblische und antike Exempla, ehe er die fünfte Distinktion mit einem Epilog beendet, der eine als Exkurs angelegte Schreiberklage beinhaltet (Vgl. V. 15753 – 15946).

###### Exkurs III: Klage über dieschrîber(V. 15901 – 15946)
Im dritten Exkurs beklagt Hugo sich über „dumme Schreiber“: Ihre Unfähigkeit drückt sich darin aus, dass sie Bücher durch Wortumstellungen oder Buchstabeneliminierung so verändern, dass sie die gesamte Aussage des Werkes verfälschen und dieses dadurch zerstören. Sie tun dies, Hugos Meinung nach, weil sie dumm, neidisch oder unzüchtig sind. Ein tugendhafter Mensch würde im Gegensatz zu einem sündhaften Menschen nicht immer nur das Negative wahrnehmen und daher einen Fehler entweder beschönigen oder nicht erwähnen. Auch bei den Abschriften des „Renner“, die zu Hugos Lebzeiten entstanden, scheint es durch böswillige und unfähige Schreiber zu Verfälschungen von Text und Aussage gekommen zu sein.
Hugo schildert im Folgenden seine eigene Arbeitsweise, um sich von den tummen schrîbern zu distanzieren. „Ich hân gestupfelt als ein man, / Der eigen velt nie gewan / Und in rîcher lîute korn / Hinden eherte, swenne si vorn / Sichelinge hin truogen oder garben […]. Swer flîziclich ehert, der hât ouch korn. / Ein bine vil manige bluomen rüerte / In velden, in welden, biz si gefüerte / Ir honic in ein vezzelîn / Als vil als des denne mac gesîn“ – „Ich habe Ähren nachgelesen wie ein Mann, / Der nie ein eigenes Feld besaß / Und in dem Korn reicher Leute /Hinten Ähren liest, wenn sie vorn / Sicheln hintrugen oder Garben. / Wer fleißig Ehren liest, der hat auch Korn. / Eine Biene wühlt in sehr vielen Blumen/ Auf Feldern, in Wäldern, bis sie ihren Honig in ein Fass bringt / So viel, wie das dann auch sein mag“ (V. 15919 – 15930). Er beschreibt sich als einen Mann, der auf den Kornfeldern reicher Leute die Ähren liest, da er selbst kein eigenes Feld besitzt. Weiterhin vergleicht er sich selbst mit einer Biene, die Honig aus zahlreichen Blumen sammelt und in ein vezzelîn (V. 15929) bringt. Diese beiden Vergleiche gehen auf Thomas Cisterciensis zurück.
Zum Schluss geht Hugo noch auf das Rezeptionsverhalten ein, das er sich von den Lesern des „Renner“ erhofft: Er wünscht nicht, dass sein Werk als Geschwätz angesehen wird. Es enthalte zwar Honig und Gift, also Angenehmes und Unangenehmes, doch da der „Renner“ auf der Heiligen Schrift basiert, müsste es von den Lesern ernst genommen werden. Genau wie Hugo als honigsammelnde Biene seine Quellen auswählt, sollen auch die Leser aus dem „Renner“ das für ihn Nützliche selektieren (Vgl. V. 15931 – 15939).

###### Distinktion VI:lâzheit(V. 15947 – 18000)

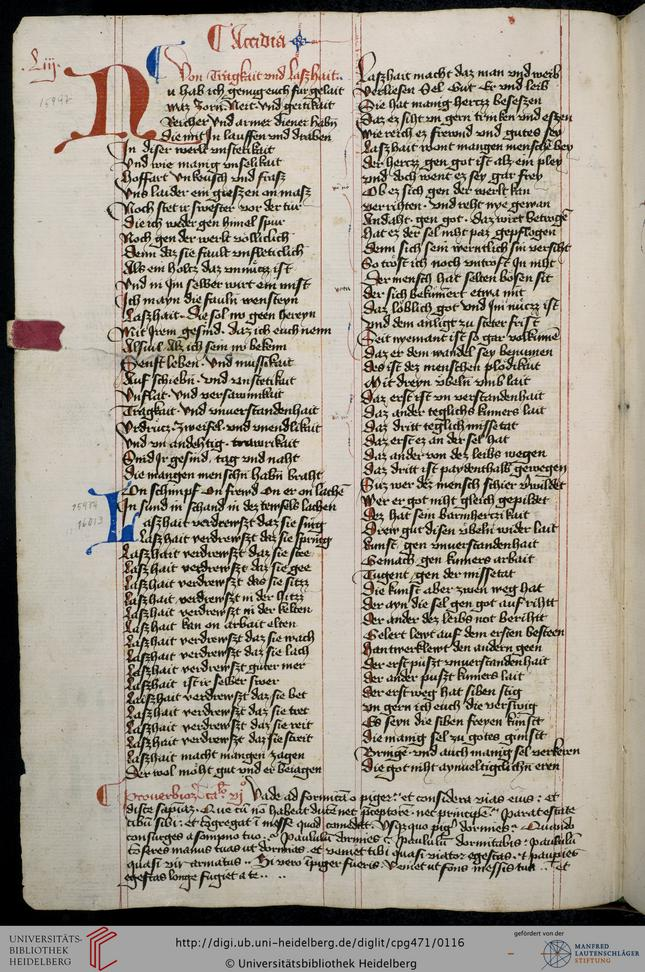
Anapherreihe zur lâzheit

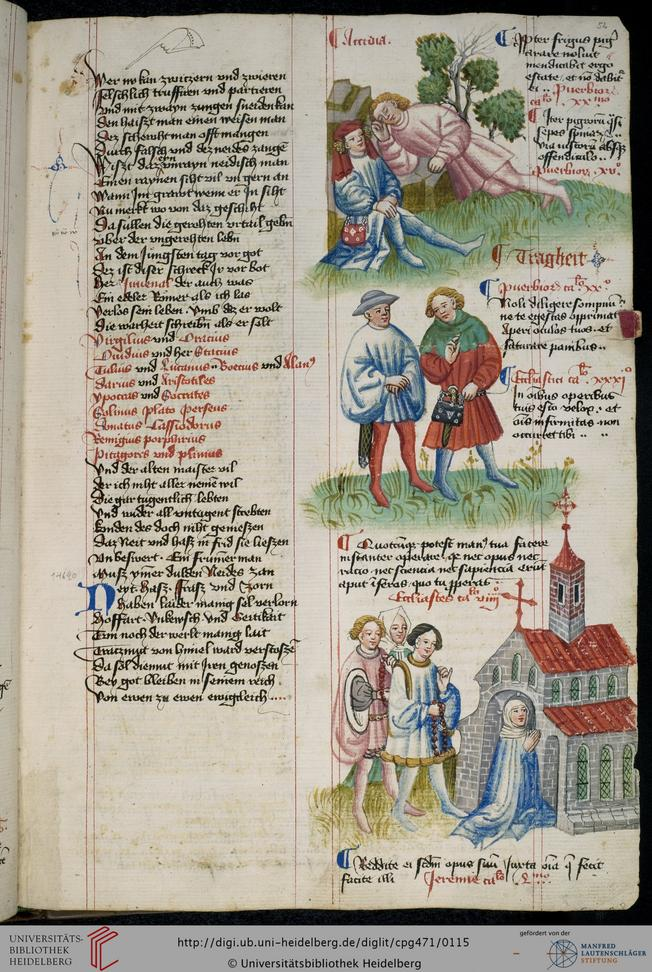
Miniatur zur lâzheit

Auch die sechste Distinktion beginnt mit einem Prolog, in dem Hugo die lâzheit als letzte Sünde gemeinsam mit ihrer Dienerschaft vorstellt: Dieses wird dieses Mal jedoch nicht in Form von substantivierten Verben, sondern als Substantive, die vor allem die Suffixe –keit bzw. –heit als Reimpaare fungieren, präsentiert: „müezikeit, unstêtikeit, versiumikeit, trâkheit und unverstandenheit, unendelikeit, trûri keit“ – „Müßigkeit, Unbeständigkeit, Versäumnis, Trägheit und Unverständnis, Unendlichkeit und Traurigkeit“ (V. 15965 – 15970). Hierdurch wollte Hugo vermutlich hervorheben, dass die lâzheit im Vergleich zu den anderen Sünden nicht dynamisch, sondern statisch ist. Die Dynamik der Sünden hôchfart, gîtikeit, frâz, unkiusche, nît und zorn, wird in den Distinktionen durch die langen Aufzählungen der aneinandergereihten substantivierten Verben ausgedrückt. Da die Trägheit auch die unverstandenheit beinhaltet (V. 15968), in der sich die Weigerung des Menschen, sich auf den Weg zur Gotteserkenntnis zu begeben, manifestiert, ist sie eine der größten Sünden gegenüber Gott. Hugo erklärt weiter, dass die lâzheit weder dem Jenseits, noch dem Diesseits verpflichtet ist und deswegen schwer zu definieren sei. Dies verdeutlicht er in einer Anapherreihe, die auf die Sündenverflechtung im Prolog folgt: „Si enist weder kalt noch warm, / Si enist weder rîch noch arm, / Si enist weder junc noch alt, / Si enist weder stille noch balt / Si mac wol lachen mit dem munde, / Ez gêt aber niht von herzen grunde“ – „Sie ist weder kalt noch warm, Sie ist weder reich noch arm, Sie ist weder jung noch alt, / Sie ist weder still noch laut / Sie kann wohl mit dem Mund lachen/ Es kommt aber nicht vom Grunde des Herzens“ (V. 15981 – 15986). Die lâzheit kann wegen ihrer „Trägheit“ nur per negationem beschrieben werden, da man ihr keine „aktiven Eigenschaften“ zuweisen kann. Dennoch verlören die Menschen durch sie „guot, sêle, êre und lîp“ – „Gut, Seele, Ehre und Leib“ (V. 16032).
Im zweiten Abschnitt der sechsten Distinktion beschreibt Hugo drei Wege, die seiner Meinung nach die Menschen aus dem Übel des Daseins herausführen können: Hiernach könnte kunst der unverstandenheit , gemach des kummers arbeit und tugent der missetat entgegenwirken. Unter Kunst seien sowohl das Handwerk, als auch die sieben freien Künste zu verstehen. Im Folgenden lobt Hugo zwar die Weisheit des Alters, klagt aber ebenfalls über die wachsende Missachtung von Büchern, Schulen und Lehrern. An diese Klage fügt sich eine Klerusschelte, sowie ein Bamberg-Lob mit einem Exempel über den „Wucherer im Mönchsgewand“ an (Vgl. V. 16903 – 17010). Später behandelt Hugo den Stellenwert, den die Gelehrsamkeit in der Dichtkunst, seiner Auffassung nach, innehat.
Obwohl Hugo auch im abschließenden Teil der letzten Distinktion auf die lâzheit eingeht, liegt anders als bei den vorherigen Distinktionen kein Epilog vor.

#### Armuts- und Bildungsklage

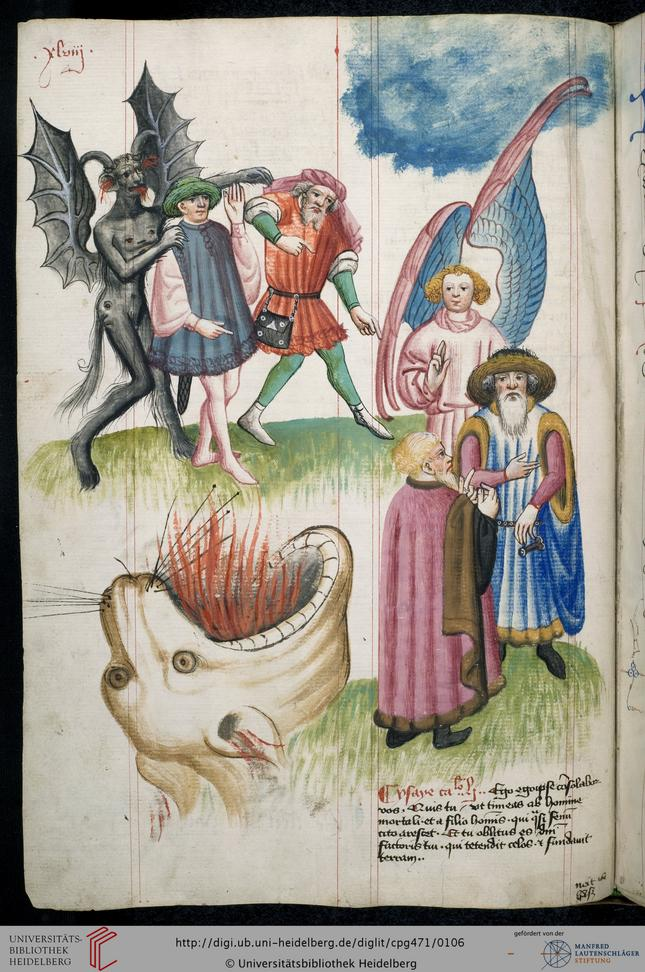
Miniatur aus der „Renner“ Handschrift des Johannes Vorster II

#### Die „Heilslehre“ (V 18001 – 24483)
Dem umfassenden Teil der Morallehre schließt sich nach der sechsten Distinktion ein deutlich kürzerer Teil zur Heilslehre an. Er lässt sich grob in drei Teile und einen Epilog gliedern, deren Inhalt im Folgenden abgehandelt wird.

##### Derwaltder Heiligen Schrift (V. 18001 – 19160)
In dem walt der Heiligen Schrift befasst Hugo sich zunächst mit deren pfat, um sich im nächsten Schritt mit der Gottesliebe auseinanderzusetzen. Er empfiehlt den Verzicht auf weltliche Dinge und weist auf den Wert der Gottesgaben hin (Vgl. V. 18001 – 18163). Im Folgenden geht Hugo auf noch einmal auf die drei Stände und die bestehende Ordnung in der Welt ein (Vgl. V. 18164 – 18212). Dann setzt er sich mit den Themen dienst und triuwe auseinander, lobt Gott als Beispiel der milte und den Glauben als Schutz vor dem Bösen, bevor er auf die Ambivalenz des pfennic, und somit noch einmal auf die Unbeständigkeit der weltlichen Güter eingeht (Vgl. V. 18213 – 19160).

##### Naturlehre (V. 19161 – 20346)
Es schließt sich eine ausführliche Naturbetrachtung an. Sie besteht aus einer Einleitung, zahlreichen Naturexempla und einem Epilog. Hugo kritisiert in diesem Abschnitt ausdrücklich die Undankbarkeit und Gedankenlosigkeit der Menschen, führt aber auch ein Schöpferlob an.
Hugo beginnt mit einer Beschreibung der Geburt, ehe er im Folgenden die Eigenheiten des menschlichen Körpers durch einen Vergleich zwischen Mensch und Tier herausarbeitet (Vgl. V. 19161 – 19242).
Im Folgenden erklärt Hugo den Lesern, dass er ursprünglich beabsichtigt hat, eine Naturlehre zu schreiben, in der er die Wunder Gottes, die sich als Tiere, Pflanzen und der gesamten Natur manifestierten, schildern wollte. Da er dies nicht geschafft hat, möchte er sich in diesem Abschnitt wenigstens mit den Tieren auseinandersetzen. Es folgt eine ausführliche Beschreibung über die Vierfüsser, während Haustiere und Tiere in Feld und Wald nur noch aufgelistet werden. Es schließt sich eine Beschreibung der Vögel an. Anhand der Schilderungen wird klar, dass Hugo den Menschen über den Tieren sieht (Vgl. V. 19243 – 19741).
Die Naturlehre endet mit einer kurzen und unvollständigen Abhandlung über den Balsam.

##### Der Reueexkurs und die „Leiterallegorie“(V. 20347 – 24483)
Zu Beginn des „Reue“- Teils greift Hugo noch einmal auf die Birnenallegorie des Prologs zurück, ehe er im Folgenden die „Leiterallegorie“ einführt:
Hugo beschreibt die Leiter und weist darauf hin, dass diese fest stehen müsse, um nicht ins Wanken zu geraten und den Menschen, der an ihr hochklettert, zu Fall zu bringen. „Leiterboume, die müezen stên/ Gar vaste, si beginnent anders wenken/ Und irn stîger abe swenken, / Der noch ist vor sünden kranc, / Daz er muoz vallen âne sînen danc!“ – „Leiterbäume, die müssen stehen/ Sonst beginnt er sehr schnell zu wanken/ Und ihren Besteiger abzuschütteln, / Der noch vor Sünden schwach ist, / So dass er in Undankbarkeit herunterfallen muss“ (V. 20368 – 20374). Im Folgenden schildert Hugo die verschiedenen Wege, die die Menschen von den Sünden hin zum Seelenheil führen können. Die Leiter steht hierbei als Sinnbild für den Weg der Erlösung.
Im nächsten Sinnabschnitt berichtet Hugo, dass die Menschen fasten, beten und Almosen geben müssen, um auf die ersten drei Sprossen zu gelangen: „Und an die êrsten sprüzzel trete / Mit vasten, an die andern mit gebete, / Mit almuosen an die dritten…“ – „Und an die ersten Sprossen trete man mit Fasten, an die anderen mit einem Gebet, / Mit Almosen an die dritte…“ (V. 20379 – 20381). Auch die Nächsten – und Gottesliebe, sowie die Beichte (Vgl. V. 20619 – 20460) und ein Leben nach den Idealen der Christenheit seien auf dem Weg zur Erlösung der Seele unabdingbar.
Im dritten Abschnitt erklärt Hugo, dass die Menschen zudem noch weltlichen Gütern und Ehren entsagen müssen, um nach ihrem Tod die ewige Seligkeit durch Gottes Barmherzigkeit erlangen zu können, auf deren Notwendigkeit er noch einmal ausführlich eingeht (Vgl. V. 21171ff).
Die „Leiterallegorie“ fungiert als Programm des „Reue-Teils“, ist jedoch immer noch Teil der „Birnbaumallegorie“, da sie schildert, wie es dem Menschen gelingen kann, als „Birnen“, von den Sünden relativ unbeschadet, auf dem „grüenen gras“ des Prologs zu landen.

#### Epilog (V. 24484 – 24611)
Der „Renner“ endet mit einem Epilog, der genau wie der Prolog zweiteilig aufgebaut ist.

##### Teil I
In seinem ersten Teil geht Hugo noch einmal auf seine Funktion und sein Selbstverständnis als Dichter ein. Zu diesem Zwecke vergleicht er die Nachtigall mit dem Esel und erläutert ihre Bedeutungen.
„Uns tôrn bediutet diu nahtigal, / Die der werlde machent schal, / Sô wir tanzen, reien, springen, / Vehten, brehten, lûte singen, / Uns selber müen mit maniger unsinne / durch wertlich lop, ruom oder minne“ – „Unse Torheit bedeutet die Nachtigall, / Die die Welt schal machen, / So wie wir tanzen, reien, springen, / Kämpfen, lärmen, laut singen, / Uns bemühen mit viel Unsinnigem, / durch weltliches Lob, Ruhm oder Minne“ (V. 19707 – 19712). Hugo betrachtet die Nachtigall als Symbol für die Torheit der Menschen, die nach weltlicher Ehre und Liebe streben. Genau wie die, in diesem Abschnitt genannten Tätigkeiten, ist für Hugo auch der Gesang der Nachtigall zwar schön, aber dennoch unnütz. Dass Nachtigallen nach der Paarung ihre Stimmen verlieren (V. 19703 – 19706), steht für ihn für die Abkehr der Menschen von Gott, die weltliche Ehren erlangt haben.
Im Folgenden wendet Hugo sich dem Esel zu: Dieser sei im Gegensatz zu der Nachtigall zwar ein einfältiges, aber ein nützliches Tier, da er als „Sprachrohr Gottes die Lehre verkündet, die dem Menschen zum Seelenheil verhilft“ (V. 24494 – 24503). Hugo bringt an dieser Stelle die biblische Erzählung von dem Esel an, der von seinem Herrn Bileam bestraft wird, da er dem Engel Gottes ausgewichen ist, und dann von Gott die Gabe zu Sprechen geschenkt bekam, um diesen auf sein Unrecht aufmerksam zu machen. Auch Hugo betrachtet sich durch seine Tätigkeit des Dichtens als Instrument bzw. „Sprachrohr“ Gottes. Genau wie der Esel, als der Hugo sich in seiner Funktion versteht, bestraft auch Hugo die sündigen Menschen, indem er sie in Form des „Renner“ belehrt. Obwohl Hugo sich durch den Vergleich mit dem Esel als demütig und einfältig beschreibt, erhebt er sich gleichzeitig zum Vermittler zwischen Gott und den Menschen.
Im Folgenden gibt Hugo den Leser erneut Anweisungen zur Rezeption des Werkes und weist darauf hin, dass sowohl „Honigseim“, als auch „Bienenwachs“ in seinem Werk enthalten seien. Diese Begriffe stehen metaphorisch für die Lehren der Heiligen und Heiden, aus denen die Leser, Hugos Auffassung nach, Nützliches entnehmen können, wenn es ihnen sinnvoll erscheint (Vgl. V. 24504 – 24515). Es bleibt also dem Leser überlassen, sich die für ihn wichtigen Aspekte des umfassenden Werkes anzueignen.
An die Anweisungen zur Rezeption schließt sich eine Bitte um Nachsicht mit unreinen Reimen, die in dem „Renner“ auftreten, sowie eine Lektüreempfehlung, die Hugos wichtigste Quellen, v. a. Bernhard von Clairvauxs Schrift „De consideratione ad Eugenium papam“ und die „Moralia“ Gregors des Großen enthalten, an. In diesem Abschnitt wird klar, dass Hugo seine größte Leistung daran sieht, lateinische und griechische Werke der Kirchenlehre den deutschen Sprachkreisen zugänglich gemacht zu haben. Deswegen sollen sie ihm gedenken und so für sein Seelenheil sorgen (Vgl. V. 24543 – 24551).

##### Teil II
Der zweite Teil des Epilogs enthält einen „biographisch- geschichtlichen Abriss“ der die zeitliche Verortung des Werke ermöglicht (Vgl. V. 24560 – 24580) und einen Verweis auf den „Samener“.
Hugo von Trimberg. Er beschließt den „Renner“ mit einer Schlussbitte und einem Zitat Freidanks (V. 24606 – 24611): „Swaz ich niht wol getihtet hân, / Tuot daz ein wîser man hin dan, / Des sol man im sagen danc: / Wenne ez sprach her Frîdanc: Ûf erden ist niht sô gar volkumen, / Daz ez dem wandel sî benumen“ – „Was ich nicht gut gedichtet habe, / Ergänzt das dann ein weiser Mann, / Dann soll man ihm dafür danken: / Denn es sprach Herr Freidank: Auf Erden ist nichts so sehr vollkommen, / Dass es dem Wandel zu entziehen ist“
Hugo ist sich den Veränderungen der Welt bewusst und billigt die Veränderung seines Werkes, wenn diese von einem Mann vorgenommen wird, der so weise ist wie Freidank.

## Der Titel

### Ursprung
Die Forschung nimmt an, dass der Titel „Renner“ auf Michael de Leone zurückgeht. Dieser nahm den „Renner“ in sein „Hausbuch“ (die Würzburger Liederhandschrift) auf, das vermutlich zwischen 1348 und 1353 entstand. Offenbar erschien ihm die Gliederung, die Hugo an seinem Werk vorgenommen hatte, als ungenügend, denn er teilte den „Renner“ in zweiundvierzig Kapitel ein und versah ihn mit einem Register. Im ersten Kapitel gibt er Hugos Werk seinen heute noch gebräuchlichen Titel: „[die] vor rede des selben buches Renner genant wanne ez sol rennen durch die lant“ – „[Der] Prolog desselben Buches, wird Renner genannt, denn es soll renn durch die Länder“. Michael hat den Titel „Renner“ anscheinend von dem in Hugos Werk regelmäßig vorkommenden Zweizeiler „Nu sül wir aber fürbaz rennen/ Und unsern herren baz erkennen“ – „Nun sollen wir aber weiter rennen/ Und unseren Herrn besser erkennen“ abgeleitet. Michael de Leone versteht diesen anders als Hugo, der durch ihn sein ständiges Bemühen ausdrückt, zur Gotteserkenntnis zu erlangen, offenbar im Sinne einer Breitenwirkung. Der Titel „Renner“ ist nur in der Handschrift En überliefert.

### Die Funktion des Refrains
Der Zweizeiler „Nu sül wir aber vürbaz rennen/ Und unsern herren baz erkennen“, kennzeichnet ebenso wie die Kapitel und Distinktionen inhaltliche Einschnitte des Textes. Er kehrt während des gesamten Textes periodisch wieder. Es erinnert an das Zitat „sic currite ut comprehendatis“ „so rennt, damit ihr versteht“, das aus dem Brief des Apostels Paulus an die Korinther stammt und häufig von Bernard von Clairvaux im fünften Buch seines Werkes „Se consideratione ad Eugenium papam“ verwendet wird.
Der Refrain dient der Ordnung des umfangreichen Stoffes und soll den Lesern die Lektüre dadurch erleichtern. Untersucht man die Kontexte, in denen er steht, so lässt sich feststellen, dass er zu unterschiedlichen Zwecke eingesetzt wird und sich dem jeweiligen Charakter der drei Hauptteile anpasst:
1. Der Refrain markiert das Ende der Distinktionen bzw. den Übergang zu der nächsten Distinktion und dient auch ihrer inneren Gliederung, z. B. erste Distinktion: V. 4365 f., zweite Distinktion: V. 9430f. Am Ende der dritten Distinktion steht er in abgewandelter Form: „Wie die alle von frâze/ Wurden gepînt, die rede ich lâze / Und will aber vürbaz rennen“ – „Wie alle von der Gefrässigkeit/ gequält worden, von denen höre ich auf zu sprechen / Und will aber weiter rennen“ (Vgl. V. 11713 – 11715). Auch am Ende der vierten Distinktion liegt eine Variante des Refrains vor (Vgl. V.13963). Der Zweizeiler beschließt ebenfalls den Mittelteil des „Renner“ (Vgl. V. 20345f.).
2. Der Refrain steht vor und nach der Behandlung bestimmter Gruppen und Stände bzw. Thematiken. Dies wird für den ersten Teil des „Renner“ nun kurz am Beispiel der ersten Distinktion erläutert: In der ersten Distinktion steht er als Variation nach dem Abschnitt über die Simonie und glichsenheit der geistlichen Fürsten (Vgl. V. 803 ff.) und vor der Abhandlung der boesen herren (Vgl. V. 855 f.). Weiterhin beschließt er die Behandlung der Priester und leitet das Kapitel über die Mönche ein (Vgl. V. 2887 f.). Ähnlich wie hier für die erste Distinktion geschildert, durchzieht der Refrain in seiner Originalfassung oder in Abwandlung auch die restlichen Distinktionen.
Im Mittelteil steht der Refrain vor einem Abschnitt, der die Selbsterkenntnis des Menschen zum Thema hat. Die Naturallegorese wird von ihm beschlossen.
Im Schlussteil unterteilt er Reflexionen, die sich mit dem Lebensalter, der Lebenszeit und der zunehmenden werre der Welt befassen.

## Überlieferung

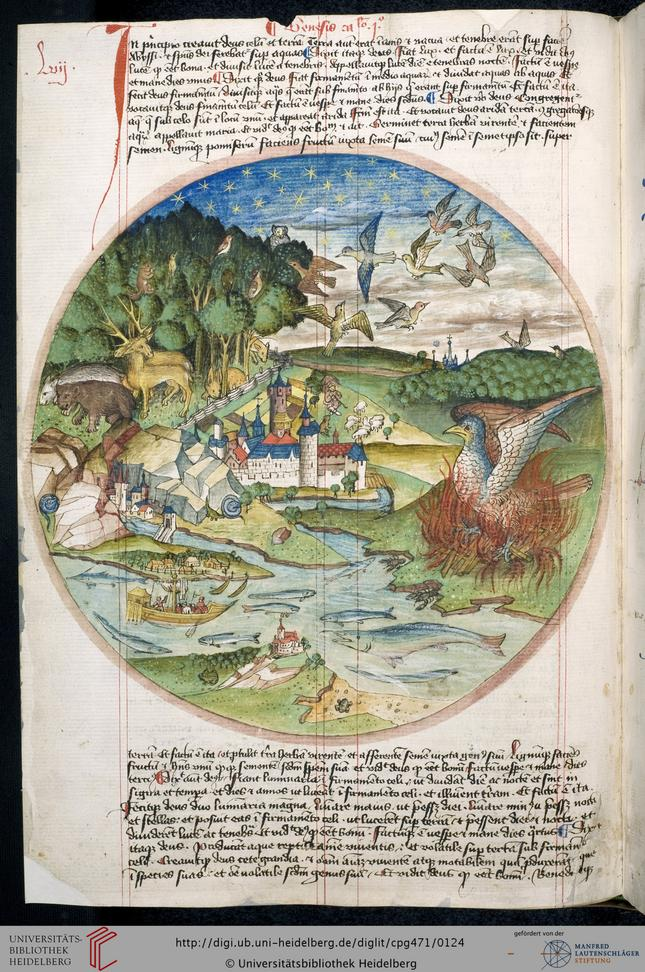
Miniatur aus der „Renner“ Handschrift des Johannes Vorster I